# Nam Hòa, Hình Đài

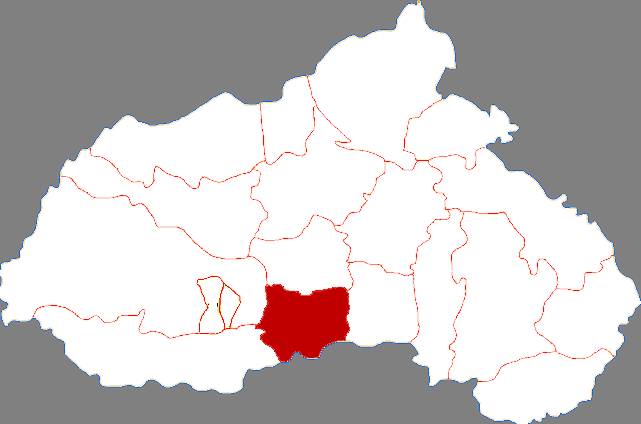
Vị trí huyện Nam Hà ở thành phố Hình Đài, Trung Quốc

Nam Hòa (chữ Hán giản thể: 南和区, âm Hán Việt: Nam Hòa khu) là một quận thuộc địa cấp thị Hình Đài, tỉnh Hà Bắc, Cộng hòa Nhân dân Trung Hoa. Quận này có diện tích 418 ki-lô-mét vuông, dân số 320.000 người. Mã số bưu chính Nam Hòa là 054400. Chính quyền Nam Hòa đóng ở trấn Hòa Dương. Nam Hòa được chia thành 3 trấn và 5 hương.
- Trấn: Hòa Dương, Cổ Tống, Hác Kiều.
- Hương: Tam Tư, Sử Chiêu, Hà Quách, Diêm Lý, Tam Chiêu.